# Plaque sèche

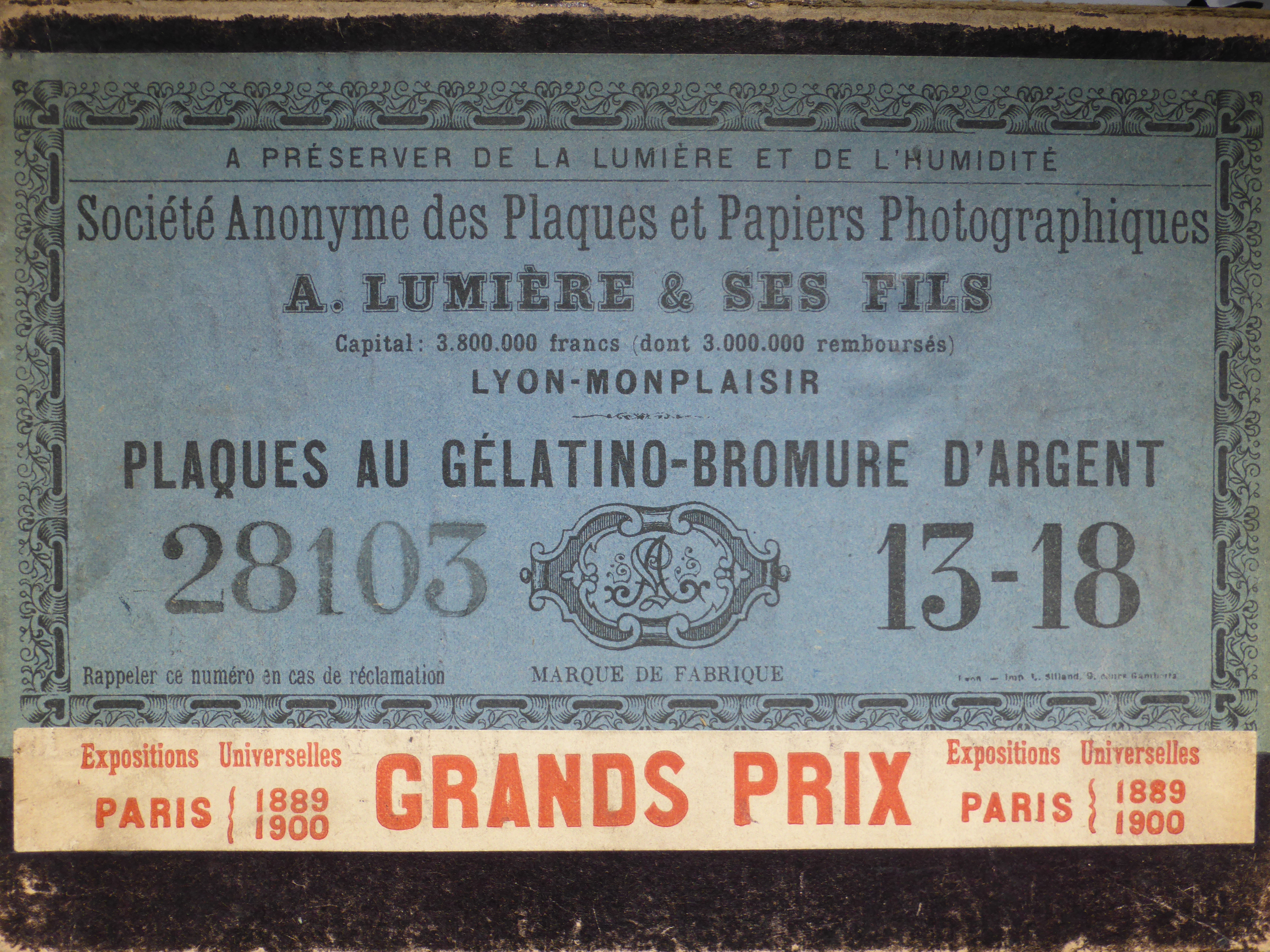
Boîte de plaques photographiques.

La plaque sèche est un type amélioré de plaque photographique. Elle a été inventée au Royaume-Uni par Richard Leach Maddox en 1871. Adoptée rapidement, sa production industrielle a commencé dès 1879. La grande partie du travail de chimie complexe étant réalisée en usine, ce nouveau processus a simplifié le travail des photographes, leur permettant d'étendre leurs activités.

## Développement
Les émulsions de gélatine, telles que proposées par Maddox, étaient très sensibles au toucher et au frottement mécanique et n'étaient pas beaucoup plus photosensibles que les émulsions de collodion alors utilisées. Charles Harper Bennett a découvert en 1873 une méthode de durcissement de l'émulsion, la rendant plus résistante au frottement; puis en 1878, qu'un chauffage prolongé augmentait considérablement sa sensibilité. George Eastman a développé en 1879 une machine pour enduire les plaques de verre, réduisant le coût de la photographie. Albert Lévy était un concurrent d'Eastman dans le développement et la fabrication de plaques sèches en gélatine.